# Sami Frey

Sami Frey (2015)

Sami Frey (* 13. Oktober 1937 in Paris, eigentlich Samuel Frei) ist ein französischer Schauspieler.

## Leben
Freys Vorfahren stammten aus Polen. Als seine Eltern der nationalsozialistischen Judenverfolgung zum Opfer fielen, wurde er zunächst von seiner Großmutter versteckt und wuchs nach deren Deportation bei einer Tante in Rodez auf. Nach der Befreiung Frankreichs am Ende des Zweiten Weltkriegs entschied sich Frey, Schauspieler zu werden. Er kehrte nach Paris zurück und besuchte dort den renommierten Cours Simon.

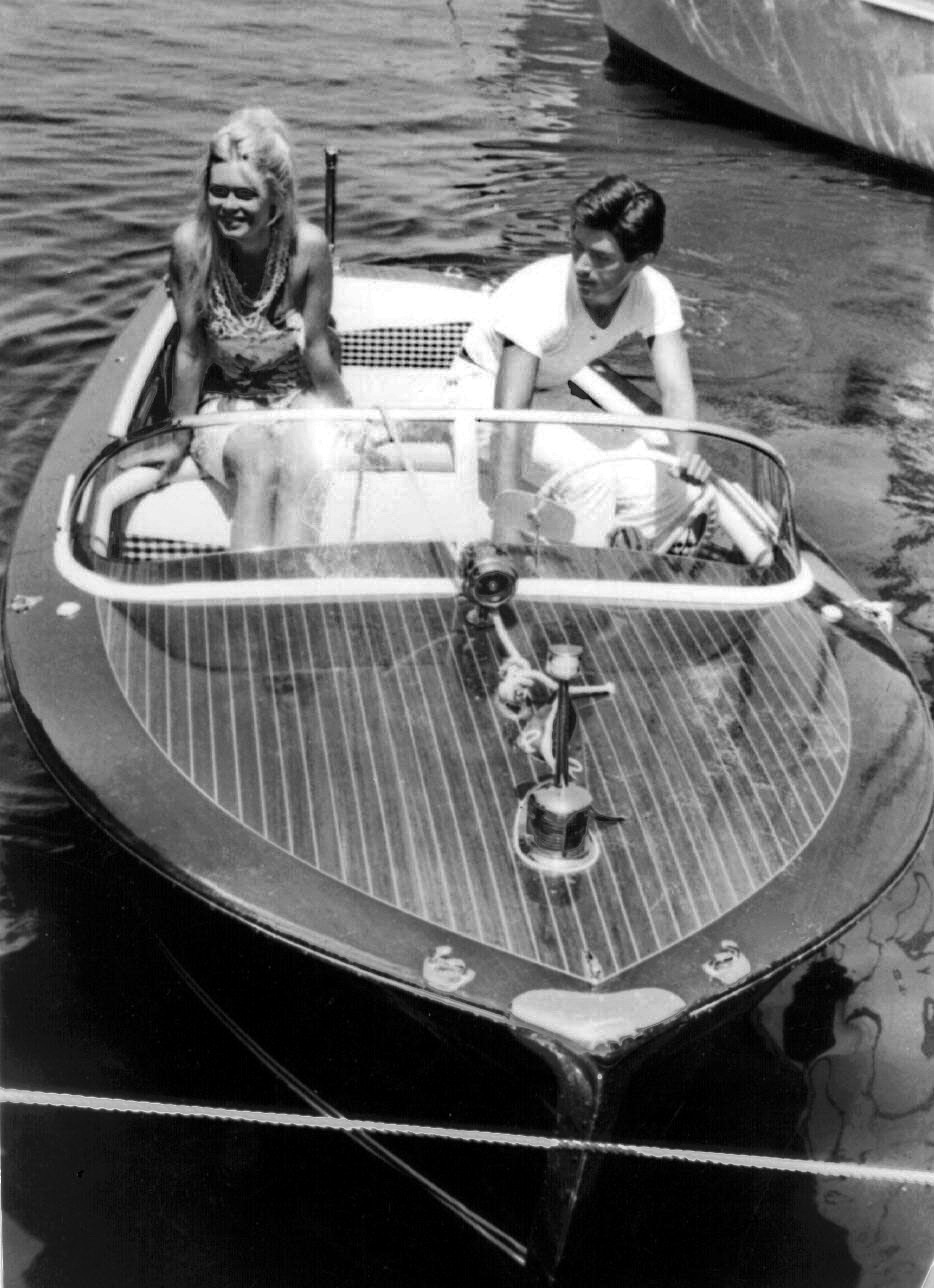
Sami Frey mit Brigitte Bardot, 1963

Im Jahr 1956 erhielt Frey seine erste Filmrolle in Die Wölfe von Robert Hossein. Bekannt wurde er durch die Rolle des Liebhabers der von Brigitte Bardot verkörperten Hauptfigur in Henri-Georges Clouzots Film Die Wahrheit (1960); seine Liebesaffaire mit Bardot verlieh ihm zusätzliche Aufmerksamkeit in den Medien. Zu seinen ersten Filmerfolgen zählte auch Mittwoch zwischen 5 und 7 (1962) von Agnès Varda, einer Vertreterin der Nouvelle Vague.
In den 1960er und 1970er Jahren war Frey in vielen französischen Filmen zu sehen, darunter Die Tat der Thérèse D. (1962, nach François Mauriac) und Die Außenseiterbande (1964) von Jean-Luc Godard, wo er einen Möchtegern-Gangster in einer Dreiecksgeschichte mit Claude Brasseur und Anna Karina spielte. Weitere Erfolge hatte er – ebenfalls in einer Dreiecksgeschichte – an der Seite von Yves Montand und Romy Schneider in Claude Sautets César und Rosalie sowie in Kostümfilmen wie Musketier mit Hieb und Stich und Angélique und der König (aus der Angélique-Reihe), aber auch in der Komödie Warum nicht! von Coline Serreau.
In den 1980er Jahren spielte er unter anderem den blinden Geliebten von Isabelle Adjani in Das Auge (1983) und das Beinahe-Opfer von Theresa Russell in Die schwarze Witwe (1987). Sein US-amerikanisches Filmdebüt gab er 1984 in Die Libelle.
In den 1990er Jahren trat er unter anderem als Antonin Artaud in En companie d’Antonin Artaud (1993) und als Aramis unter der Regie von Bertrand Tavernier in D’Artagnans Tochter (1994) an der Seite von Sophie Marceau auf. Mit Marceau war er 2005 auch in dem Thriller Anthony Zimmer von Jérôme Salle zu sehen.
Abseits der Kinoleinwand ist Frey in Frankreich auch als Bühnenschauspieler bekannt.

## Filmografie (Auswahl)
- 1955: Napoleon
- 1956: Die Wölfe (Pardonnez nos offenses)
- 1958: Die Ratten von Paris (Les jeux dangereux)
- 1959: Die Nacht der Gehetzten (La nuit des traqués)
- 1960: Die Wahrheit (La vérité)
- 1961: Nackt jeden Abend (Gioventù di notte)
- 1961: Die sieben Hauptsünden (Les sept péchés capitaux)
- 1962: Verwirrung (Il disordine)
- 1962: Mittwoch zwischen 5 und 7 (Cléo de 5 à 7)
- 1962: Die Tat der Therese D. (Thérèse Desqueyroux)
- 1963: Gangster, Gold und flotte Mädchen (L’appartement des filles)
- 1964: Die Außenseiterbande (Bande à part)
- 1964: Unter dem Himmel von Florenz (La costanza della ragione)
- 1966: Angélique und der König (Angélique et le roi)
- 1966: Wer sind Sie, Polly Magoo? (Qui êtes-vous, Polly Maggoo?)
- 1968: Hemmungslose Manon (Manon 70)
- 1970: Die Marquise von B. (TV-Zweiteiler)
- 1971: Musketier mit Hieb und Stich (Les mariés de l’An II)
- 1972: Paulina 1880
- 1972: César und Rosalie (César et Rosalie)
- 1974: Sweet Movie
- 1975: Eine Frau zieht ein (TV-Film)
- 1976: Nea – Ein Mädchen entdeckt die Liebe (Néa)
- 1977: Warum nicht! (Pourquoi pas!)
- 1978: Die geheimnisvolle Sekte (Écoute voir …)
- 1983: Das Auge (Mortelle randonnée)
- 1984: Der Leibwächter (Le garde du corps)
- 1984: Die Libelle (The Little Drummer Girl)
- 1985: Der Mann, der weint (La vie de famille)
- 1986: Laputa
- 1986: Die Liebe der Florence Vannier (L’état de grâce)
- 1987: Die schwarze Witwe (The Black Widow)
- 1988–1989: Feuersturm und Asche (War and Remambrance) (Fernsehserie, zwölf Folgen)
- 1990: Die Rückkehr
- 1992: Zwischensaison
- 1993: En companie d’Antonin Artaud
- 1994: Dschungel der Gefühle (Traps)
- 1994: D’Artagnans Tochter (La fille de d’Artagnan)
- 2000: Les acteurs
- 2004: Pipermint – das Leben, möglicherweise
- 2005: Anthony Zimmer
- 2008: Diese Nacht (Nuit de chien)
- 2009: Mensch
- 2015: Marguerite et Julien
- 2017: Numéro une

## Auszeichnungen
- 1993: Bayard d’Or in der Kategorie Bester Darsteller beim Festival International du Film Francophone de Namur für En companie d’Antonin Artaud
- 1998: Ritter der Ehrenlegion[2]
- 2002: Commandeur des Ordre des Arts et des Lettres[3]